# Pelochrista notocelioides
Pelochrista notocelioides es una especie de polilla perteneciente al género Pelochrista, categorizada en la tribu Eucosmini, de la subfamilia Olethreutinae.

## Distribución
Se distribuye por Japón.

## Taxonomía
Fue descrita por Oku en 1972 y publicada por primera vez en Konty 40: 264.